# Plethodontohyla fonetana
Plethodontohyla fonetana är en groddjursart som beskrevs av Glaw, Köhler, Bora och Nirhy Rabibisoa 2007. Plethodontohyla fonetana ingår i släktet Plethodontohyla och familjen Microhylidae. IUCN kategoriserar arten globalt som starkt hotad. Inga underarter finns listade i Catalogue of Life.